# Patan (Jaipur)
Patan fou un estat tributari protegit, una thikana tributària de Jaipur, al districte de Tourwati, a Rajputana. La capital era la ciutat de Patan amb 11.886 habitants el 1881.

## Història
Al segle XII fou seu d'un estat governat per rajputs tomarso tuars descendents de Raja Anangpal Tomar II, governant de Delhi. La família es va establir a Patan que va governar sense disputa. Va quedar feudatària de Jaipur al segle XVII. Els rages foren: 
- Rao Salunji (Saalivaahan)
- Rao Nihaalji
- Rao Dothji (Dohthaji)
- Rao Popatraj ji
- Rao Peepalrajji
- Rao Ranaji
- Rao Alsiji(Aasalji)
- Rao Kamalji (Kavarsi)
- Rao Mahipalji
- Rao Bhopalji, segone meitat del segle XIII
- Rao Bachrajji
- Rao Bhaadarji
- Rao Bahadur Singhji
- Rao Prithvirajji
- Rao Kalyaan Ji
- Rao Kumbhaaji
- Rao Baharsiji
- Rao Jagmaalji
- Rao Purnamalji
- Rao Laakhanji
- Rao Loonkaranji
- Rao Kanwalrajji (Kevalji)
- Rao Aasalji 
  - Rao Udoji (germà, va fundar la thikana de Gaondi o Gaonri i fou ancestre dels thakurs de Mandholi).
- Rao Aasalji
- Rao Kheebu (Pevji)
- Rao Sahamalji
- Rao Karpooriji
- Rao Beekoji
- Rao Chhotaa Aasalji
- Rao Balbhadra Singhji
- Rao Dalpat Singhji
- Rao Pratap Singhji
- Rao Kesri Singhji (Sinhraj)
- Rao Fateh Singhji
- Rao Jaswant Singhji
- Rao Ghaasiramji
- Rao Bamsiramji
- Rao Samrath Singhji ?-1757
- Rao Sampat Singhji 1757-1790
- Rao Jawahar Singhji 1790-?
- Rao Laxman Singhji
- Rao Kishan Singh ?-1873
- Rao Mukund Singh 1873-?
- Rao Khuman Singh
- Rao Maharaj Singh
- Rao Sahib UDdaya Singh

Al segle XVIII el maharajà de Gwalior Madhav Rao I Scindia (18 de gener de 1768 - 12 de febrer de 1794) va guanyar la famosa batalla de Patan als rajputs de Jaipur i Jodhpur el 19 de juny de 1790. Les forces de Sindhia anaven manades pel francès Benoît de Boigne.